# Pezzi (singolo The Night Skinny)
Pezzi è un singolo del DJ producer italiano Night Skinny, pubblicato il 12 dicembre 2017 come terzo estratto dal quarto album in studio Pezzi.

## Descrizione
Il brano ha visto la partecipazione dei rapper italiani Guè e Rkomi. Night Skinny, in un'intervista concessa a Rolling Stone, ha dichiarato che la canzone è stata prodotta per sostituire un altro brano, la cui realizzazione non è però andata in porto.
Il titolo della canzone non fa alcun riferimento al testo del brano, scritto da Guè e volutamente «crudo»: da un lato, il titolo della canzone (come dell'album) è un riferimento alle etichette delle musicassette di Night Skinny, dall'altro il testo è incentrato sul consumo di cocaina e altre droghe.

## Video musicale
Il 12 dicembre 2017 è stato pubblicato il video ufficiale della canzone, tramite il canale YouTube di Thaurus, con la regia di IUTER. Nel video, in cui compaiono tutti e tre gli artisti, l'ambientazione richiama sempre il carattere crudo del testo, con la presenza di droghe, spogliarelliste, prostitute e slot machine.

## Tracce
1. Pezzi (feat. Gué Pequeno & Rkomi) – 3:02

## Classifiche
| Classifica (2017) | Posizione massima |
| ----------------- | ----------------- |
| Italia            | 43                |